# Oberwolfach
Oberwolfach ist eine Gemeinde im Ortenaukreis in Baden-Württemberg, die durch das Mathematische Forschungsinstitut Oberwolfach weltbekannt geworden ist.

## Geografie

### Geografische Lage

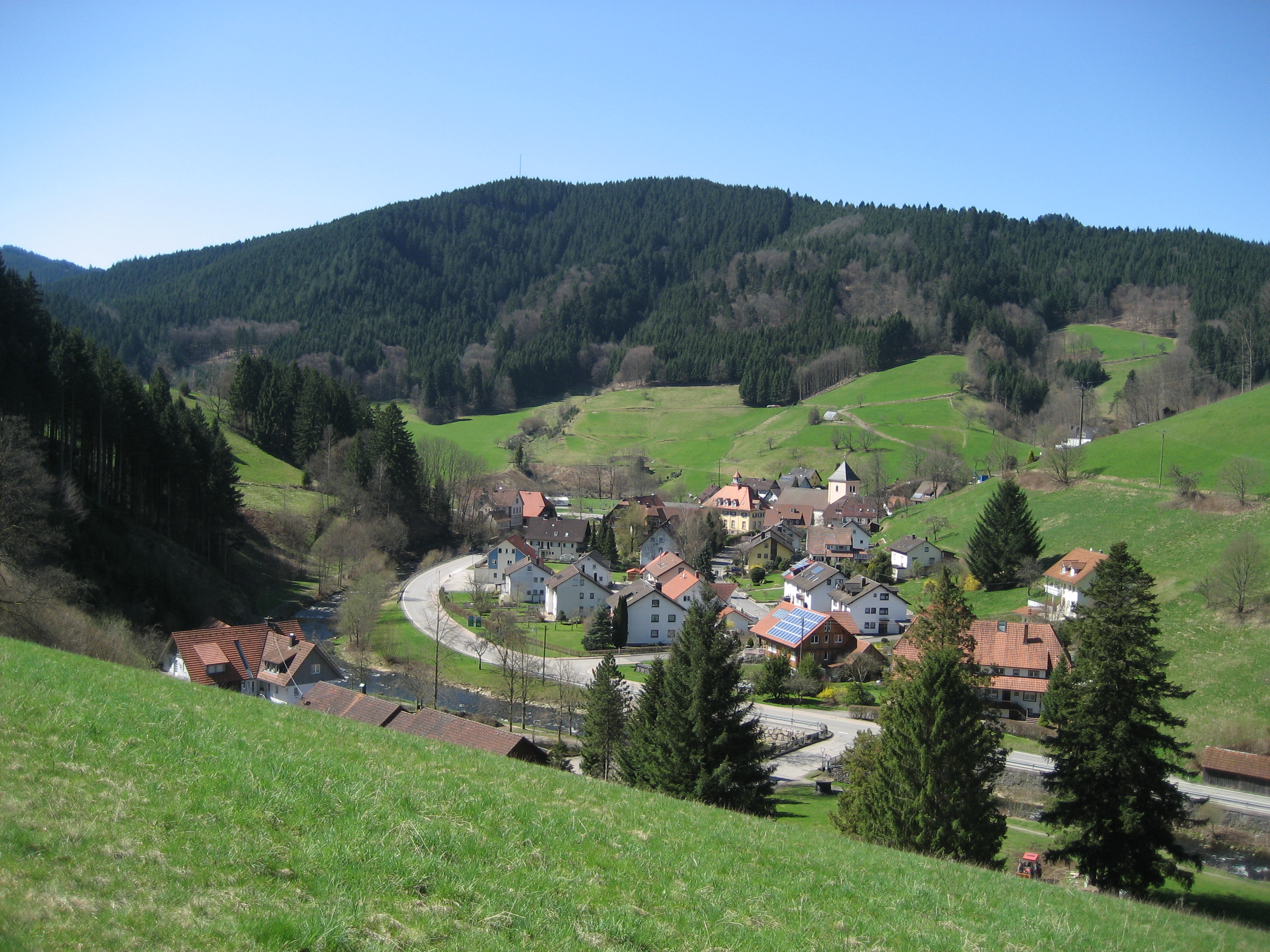
Oberwolfach Walke

Der Luftkurort Oberwolfach liegt in 270 bis 948 Meter Höhe im mittleren Schwarzwald am Unterlauf der Wolf, eines Nebenflusses der Kinzig.

### Nachbargemeinden
Die Gemeinde grenzt im Norden an Bad Peterstal-Griesbach, im Osten an Bad Rippoldsau-Schapbach im Landkreis Freudenstadt, im Süden an die Städte Wolfach und Hausach und im Westen an Oberharmersbach.

### Gemeindegliederung

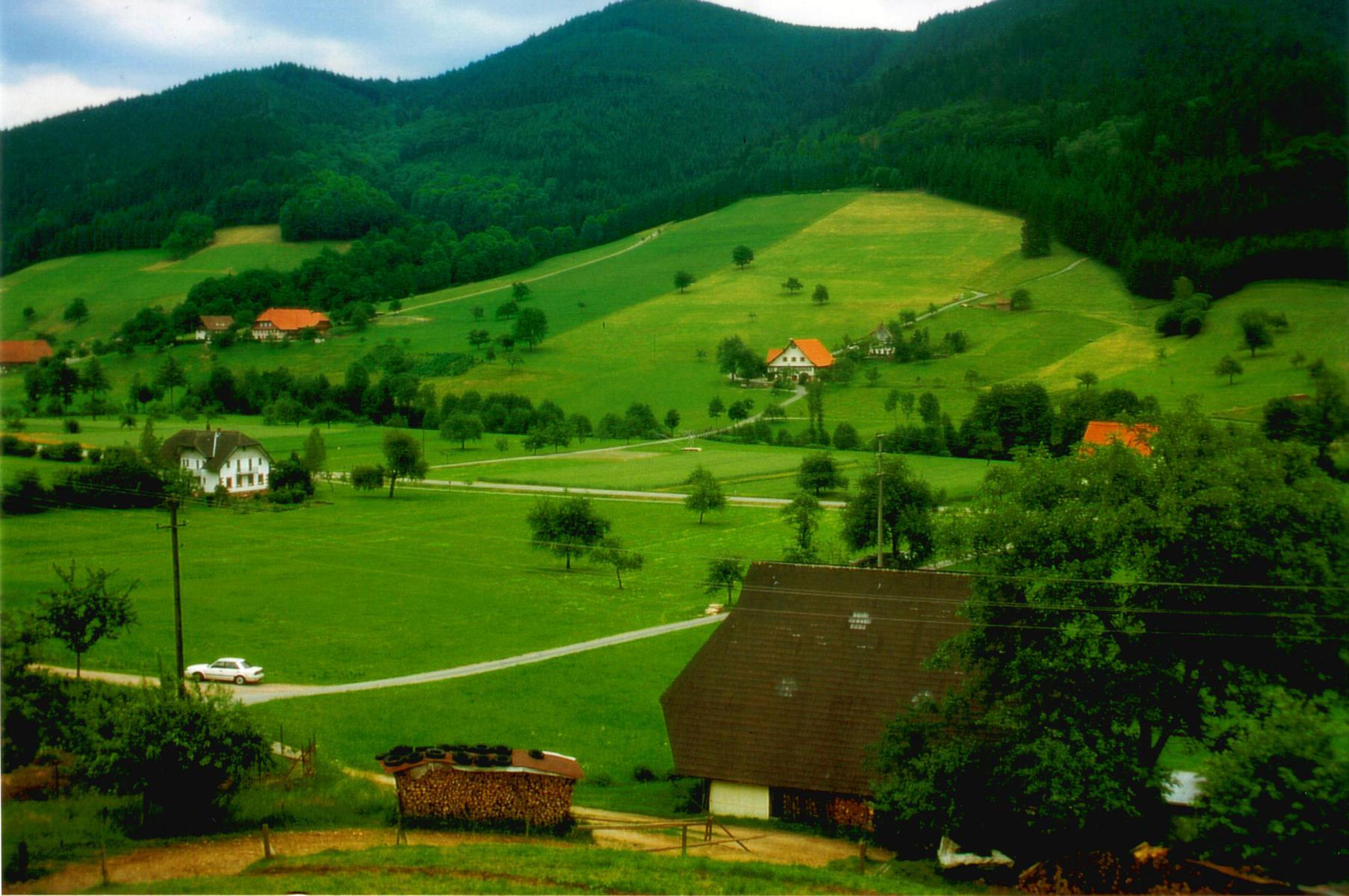
Typische Einzelhof-Landschaft in Mitteltal

Zur Gemeinde Oberwolfach gehören die Dörfer Bei der Kirche und Walke, die Siedlung Grünach, die Weiler Battengott, Erzenbach, Frohnbach, Gelbach, Grangat, Kurzenbach, Rankach und Tiefenbach, die Höfe Hapbach, Landeck, Mitteltal, Obertal, Schwarzenbruch, Waldhans, Waldlehme und Zierle und der Wohnplatz Untertal. Im Gemeindegebiet liegt die abgegangene Ortschaft Tiefenbach.

### Geologie
Bis zum Ende des Paläozoikums faltete sich in Mitteleuropa das sogenannte variskische Grundgebirge auf und wurde später im Gebiet des heutigen Baden-Württemberg von zahlreichen Sedimentschichten überlagert. Erst infolge tektonischer Bewegungen sowie Abtragungen im Zusammenhang mit der Entstehung der Oberrheinischen Tiefebene gelangte das heute bei Oberwolfach sichtbare Gebirge wieder zum Vorschein. Weiter östlich sowie auf zahlreichen Berghöhen Oberwolfachs sind die Schichten des Deckgebirges – insbesondere des Buntsandstein – noch in Resten erhalten geblieben, bevor sie am Übergang des Schwarzwaldes zum Gäu stark zu Tage treten (siehe auch: südwestdeutsches Schichtstufenland).
Das Grundgebirge besteht im Wesentlichen aus Metamorphiten, im Bereich Oberwolfachs vor allem Gneis und Granit. Sie entstanden durch den hohen Druck der ursprünglich aufliegenden Deckgebirgsschichten. Unter verschiedensten Bedingungen entwickelten sich dadurch außerdem die bei Sammlern begehrten Mineralien, die besonders in der Gegend von Oberwolfach häufig zu finden sind. So lässt sich auch der Silberreichtum der Gegend erklären.

## Geschichte
1275 wurde Oberwolfach als superioris Wolfach erstmals urkundlich erwähnt. 1409 taucht es als Ober-Wolfach und 1482 als obern Wolfach auf. Daneben wurde es auch als veteri Wolfach, Alt-Wolfach bzw. Altwolfach oder – auch heute noch – im Wolftaler Dialekt als alde Wolfe bezeichnet.
Der Ort gehörte den Herren von Wolfach, die ihre Herrschaft im Wolftal sowie im Kinzigtal hatten. Durch Heirat kam die Herrschaft Wolfach 1291 bereits an das Fürstenhaus Fürstenberg. Dieses verpfändete den Ort 1365 an die Stadt Wolfach und dann bis 1419 an Straßburger Familien. Oberwolfach gehörte zum fürstenbergischen Oberamt Wolfach. 1806 fiel es mit diesem wie das gesamte Wolftal an das Großherzogtum Baden.

### Vegetation und Landwirtschaft

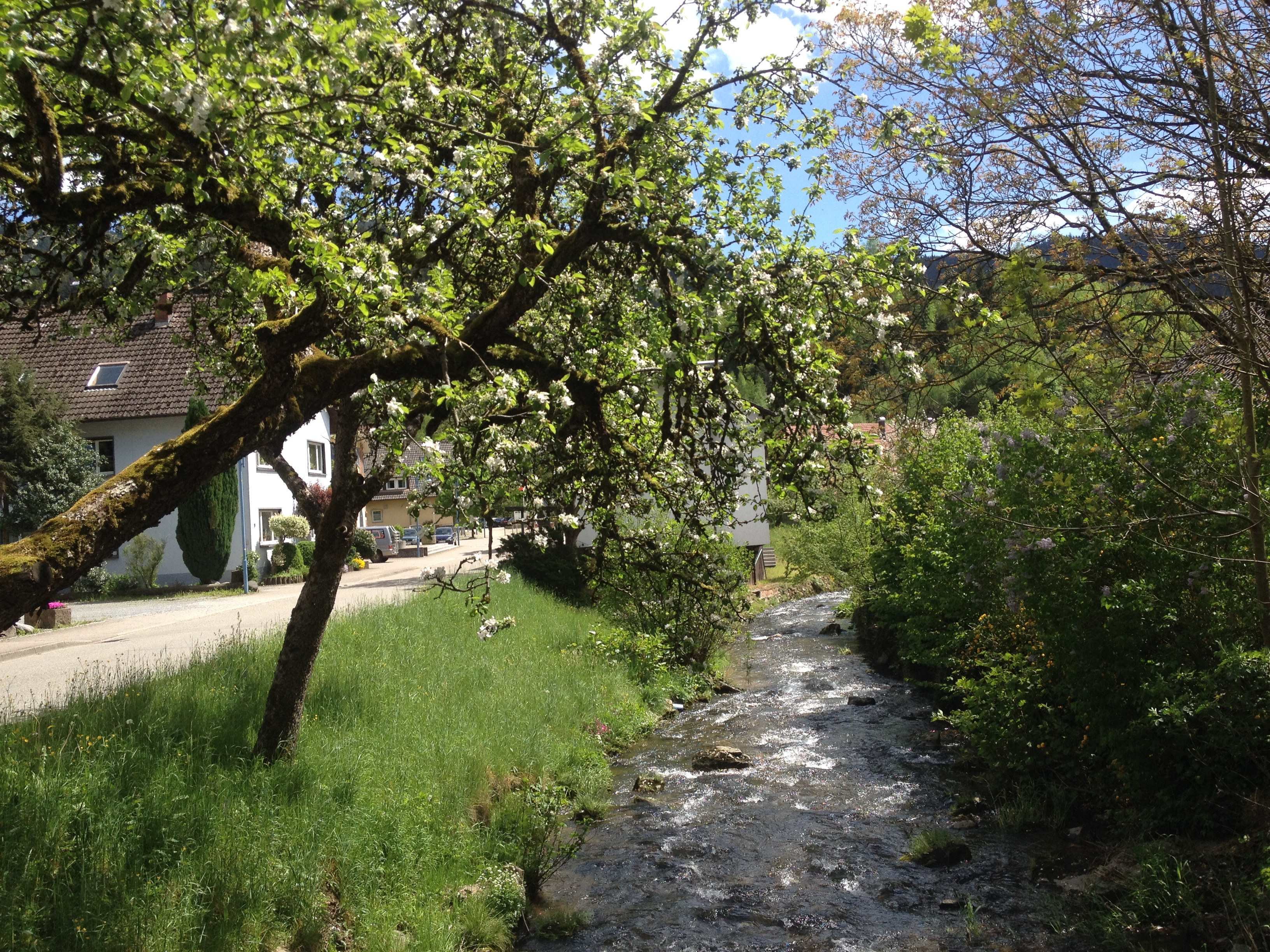
Ansicht in Oberwolfach

Für die Landwirtschaft bieten die Berghöhen Oberwolfachs aufgrund der Böden, die durch die aufliegenden Schichten des Buntsandsteins entstanden sind, ausgesprochen ungünstige Bedingungen. Zudem herrscht häufig Wassermangel. Das ist der Grund, weshalb sich dort keine größeren Siedlungen entwickeln konnten. Sie konzentrieren sich in den Tälern, wobei auch dort nur eine eingeschränkte Bewirtschaftung möglich ist. Das von den Hängen hinabfließende Wasser sammelt sich im Tal und es bildet sich Staunässe, deren Nachteile nur durch umfangreiche Drainagemaßnahmen teilweise ausgeglichen werden können.
Die steilen Hänge der Täler Oberwolfachs sind für die moderne Landwirtschaft ein großes Problem. Sie sind nur schwer oder überhaupt nicht maschinell zu bewirtschaften. Viele Flächen, die früher mit Hilfe von Brandrodung oder Mehrfelderwirtschaft als vergleichsweise fruchtbare Äcker genutzt wurden, bewaldeten sich daher in den letzten Jahrzehnten. Lediglich die Namen einzelner Orte deuten auf die ursprüngliche Bewirtschaftung hin.
Mit der Bewaldung der Kulturlandschaft verschwanden zahlreiche Pflanzen- und Tierarten und das kleinörtliche Klima veränderte sich negativ.

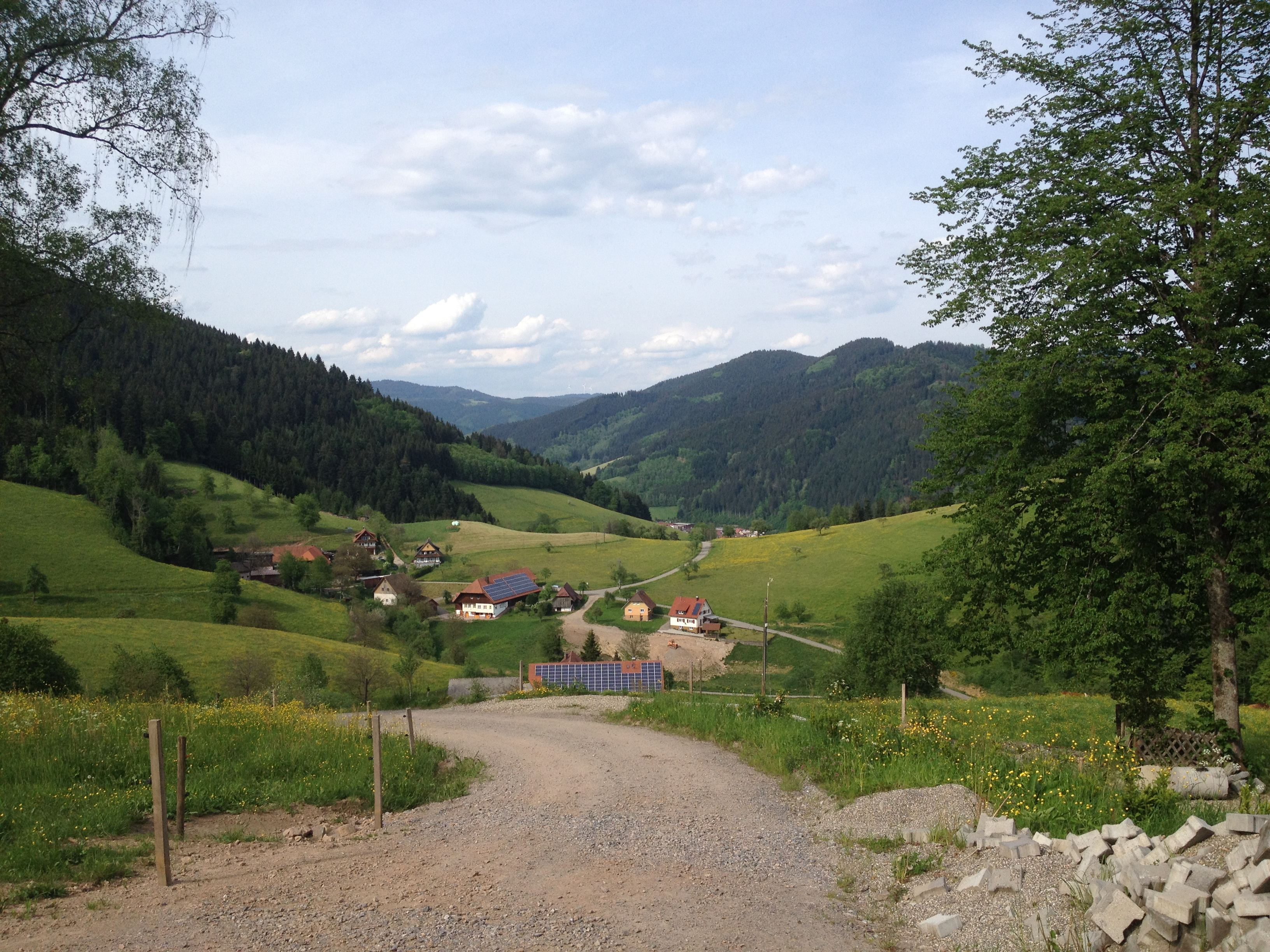
Wanderweg in Oberwolfach

 Aufgrund der geschilderten Bedingungen waren die Landwirte um Oberwolfach schon immer vom Waldbau abhängig. Getreide- oder Gemüseanbau fand meist nur zur Deckung des Eigenbedarfs statt. Das gilt auch heute noch, auch wenn Tourismus und Fördergelder als Einnahmequellen hinzugekommen sind. Geändert hat sich hingegen die Form der Waldbewirtschaftung. Dominierten früher im Schwarzwald Buchen und Tannen, wird heute aus wirtschaftlichen Gründen vor allem die eigentlich ortsfremde Fichte angebaut. Eine Folge des extensiven Fichtenanbaus ist eine starke Bodenversauerung, der man durch Kalkung entgegenzuwirken versucht. Mittlerweile werden die äußerst negativen Folgen der Fichten-Monokultur immer stärker wahrgenommen und man versucht, zu traditionellen Wirtschaftsformen zurückzukehren.
Ein Resultat der ungünstigen landwirtschaftlichen Bedingungen sind die überdurchschnittlichen Hofgrößen in Oberwolfach und seiner Umgebung. Nicht selten bewirtschaften Bauernhöfe mehr als 100 Hektar Land. Gestützt wurde die Entwicklung dieses Großbauerntums durch das Anerbenrecht, das Graf Wilhelm von Fürstenberg mit der Kinzigtäler Landesordnung 1543 einführte. Nun konnten Höfe nicht mehr unter mehreren Erben aufgeteilt werden und wurden so in ihrer Substanz erhalten.

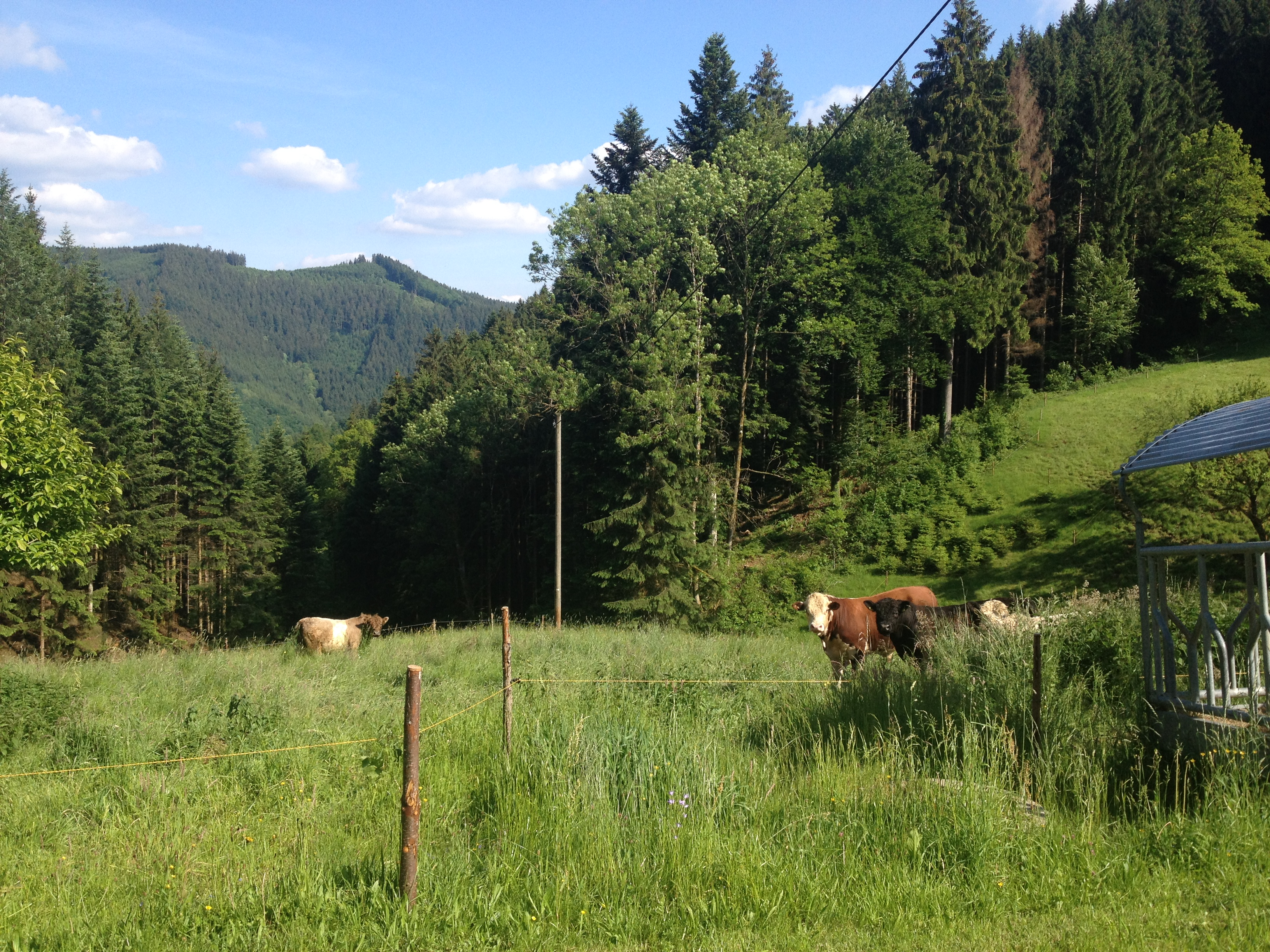
Weidehaltung in Oberwolfach

 In heutiger Zeit sind es vor allem die problematischen wirtschaftlichen Rahmenbedingungen, die den Fortbestand der einst stolzen Schwarzwaldhöfe gefährden. Die meisten Landwirte haben mittlerweile einen anderen Hauptberuf und bewirtschaften ihre Höfe nur noch nebenbei. Ob auch künftige Generationen bereit sein werden, diese Arbeitsbelastung zu tragen, ist fraglich.

## Demographie
Bevölkerungsentwicklung:
Einwohnerzahlen nach dem jeweiligen Gebietsstand.
| Jahr | Einwohnerentwicklung |
| ---- | -------------------- |
| 1834 | 2.085                |
| 1852 | 2.128                |
| 1885 | 1.966                |
| 1939 | 2.027                |
| 1961 | 2.427                |
| 1970 | 2.611                |
| 1990 | 2.655                |
| 2001 | 2.775                |
| 2011 | 2.678                |
| 2021 | 2.574                |
| 2022 | 2.578                |

## Politik

### Vögte
- 1380: Claus Marschalckh
- 1389: Jacob Bernard, Vogt, Jackli Bennehart, Untervogt
- 1414: Hainrich Kyssling, genannt Kuttly
- 1482: N.N. Erhart und Stephan Vosen
- 1500: Hans Brüstlin
- 1634: Balthasar Zanger
- 1662: Claus Armbruster
- 1674: Michel Kächeler
- 1749: Anton Echle
- 1755: Zacharias Wölfle
- 1771: Johann Michael Herrmann
- 1782: N.N. Baur[10]
- 1788 bis wahrscheinlich 1822: Johann Michael Bonath
- 1822: Johannes Herrmann
- 1823: Lorenz Haas
- 1826: Konrad Feger
- 1833: Michael Herrmann[11]

### Bürgermeister
- 1833–1835: Michael Herrmann
- 1835–1838: Konrad Feger (der Vogt 1826)
- 1838–1844: Heinrich Wiegand
- 1844–1846: Konrad Feger, erneut
- 1847: Wendelin Bonath
- 1847–1852: Josef Bächle
- 1852–1855: Augustin Heitzmann
- 1855–1864: Lorenz Herrmann
- 1864–1870: Augustin Heitzmann, erneut
- 1870–1874: Roman Groß
- 1874–1901: Johann Georg Fritsch
- 1901–1929: Mathias Echle
- 1930–1937: Raimund Bächle
- 1938–1945: Heinrich Etzel, von den Nationalsozialisten eingesetzt
- 1945–1963: Gottfried Rauber
- 1963–1983: Willi Rauber[12]
- 1983–2015: Jürgen Nowak
- 2015–: Matthias Bauernfeind (CDU)

### Gemeinderat
Der Gemeinderat in Oberwolfach hat zwölf Mitglieder. In der Kommunalwahl am 9. Juni 2024 wurde der Gemeinderat aus einer Einheitsliste gewählt. Die Wahlbeteiligung betrug 78,3 %. Der Gemeinderat besteht aus den gewählten ehrenamtlichen Gemeinderäten und dem Bürgermeister als Vorsitzendem. Der Bürgermeister ist im Gemeinderat stimmberechtigt.
| Parteien und Wählergemeinschaften | Parteien und Wählergemeinschaften           | 2024          | 2024    | 2019          | 2019   |
| Parteien und Wählergemeinschaften | Parteien und Wählergemeinschaften           | Stimmenanteil | Sitze   | Stimmenanteil | Sitze  |
| FWG                               | Freie Wählergemeinschaft                    | 0,00 %        | 0       | 67,6 %        | 8      |
| CDU                               | Christlich Demokratische Union Deutschlands | 0,00 %        | 0       | 32,4 %        | 4      |
| BO                                | Bürgerliste Oberwolfach                     | 99,72 %       | 12      | 0,0 %         | 0      |
| Gesamt                            | Gesamt                                      | 100 %         | 12      | 100 %         | 12     |
| Wahlbeteiligung                   | Wahlbeteiligung                             | 78,31 %       | 78,31 % | 77,2 %        | 77,2 % |

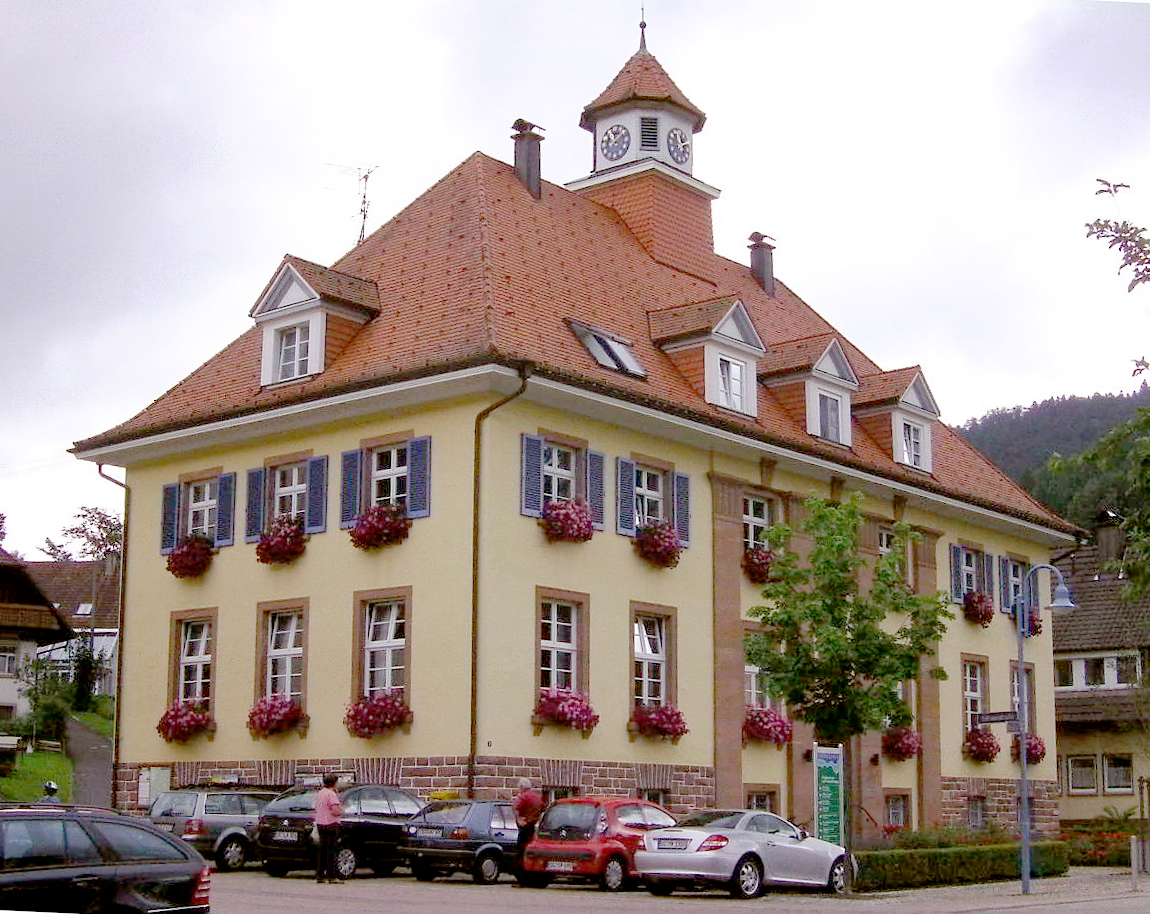
Rathaus Oberwolfach

Die Gemeindeverwaltung der selbstständigen Gemeinde ist im Rathaus (Baujahr 1926) im Ortsteil Walke untergebracht.
Im Bereich der Tourismusförderung und Flächennutzungsplanung arbeitet Oberwolfach innerhalb einer Vereinbarten Verwaltungsgemeinschaft mit dem Nachbarort Wolfach zusammen.

### Siegel und Wappen
Das älteste bekannte Siegel von Oberwolfach findet sich an einer Urkunde vom 6. Februar 1487, in welcher der Vogt und die Gerichtszwölfer von Oberwolfach den Verkauf eines Grundstückes des Heinrich Schmid, Bürger zu Wolfach, auf der Gemarkung von Oberwolfach an Andreas Kötz, Schreiber des Grafen Heinrich von Fürstenberg, beurkunden. Das grüne Wachssiegel in einer Holzschale zeigt einen aufgerichteten (angreifenden) Wolf im Schild. Das Siegel ist in der Umrandung beschriftet mit „Sigilum des tals in der wolfach“.
Aus dem Jahr 1647 ist ein Siegelstempel aus Metall überliefert. Das Siegel zeigt einen springenden Wolf im Schild. In der Umrandung steht „S: DES THALS OBERWOLFACH“, darunter die Jahreszahl 1647.
Das Siegel von 1811 zeigt ebenfalls einen springenden Wolf im Schild. In der Umschrift steht „OBER : WOLFACHi : SIGIL : AVS : DEM : TAHL“ zu lesen. Ober dem Schild ist die Jahreszahl 18 + 11 angebracht.
1903 wurden im Großherzogtum Baden die Siegel und Wappen allgemein festgelegt. Die Gemeinde Oberwolfach behielt Siegel und Wappen des 19. Jahrhunderts mit dem springenden Wolf. Die Tingierung wurde dabei jedoch nicht festgelegt. Im Oktober 1956 legte die Gemeinde fest, dass der Wolf rotbraun, der Schildgrund grün sein sollte. Da dies jedoch ein Farbverstoß war (Farbe auf Farbe), wurde im Dezember 1956 festgelegt, dass im Wappenbild künftig ein roter, aufgerichteter Wolf auf silbernem Grund zu sehen sein sollte. Dementsprechend wurde der Gemeinde am 25. September 1962 vom Innenministerium eine rot-weiße Flagge verliehen.
Das Wappen wurde im Laufe der Zeit mit leichten Unterschieden dargestellt, lediglich der Neu-Entwurf von ca. 1989 weicht stärker ab. Aber bereits seit Ende der 1990er Jahre wird die aktuelle (2024) Darstellung verwendet. Da jedoch die Darstellung von 1989 die jüngste in der Literatur zu findende ist und auch auf LEO-BW verwendet wird, wurde diese Darstellung lange Zeit auch in Wikipedia verwendet, was heraldisch korrekt war, aber nicht der offiziell verwendeten Darstellung entsprach.

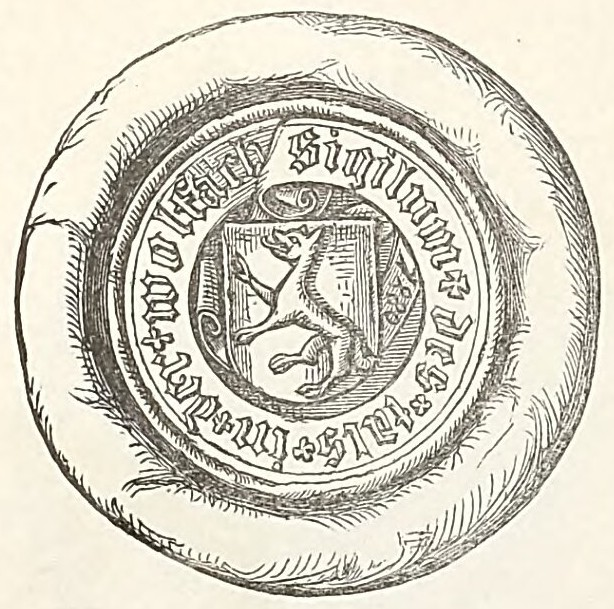
Siegel des Gerichts von Oberwolfach 1487
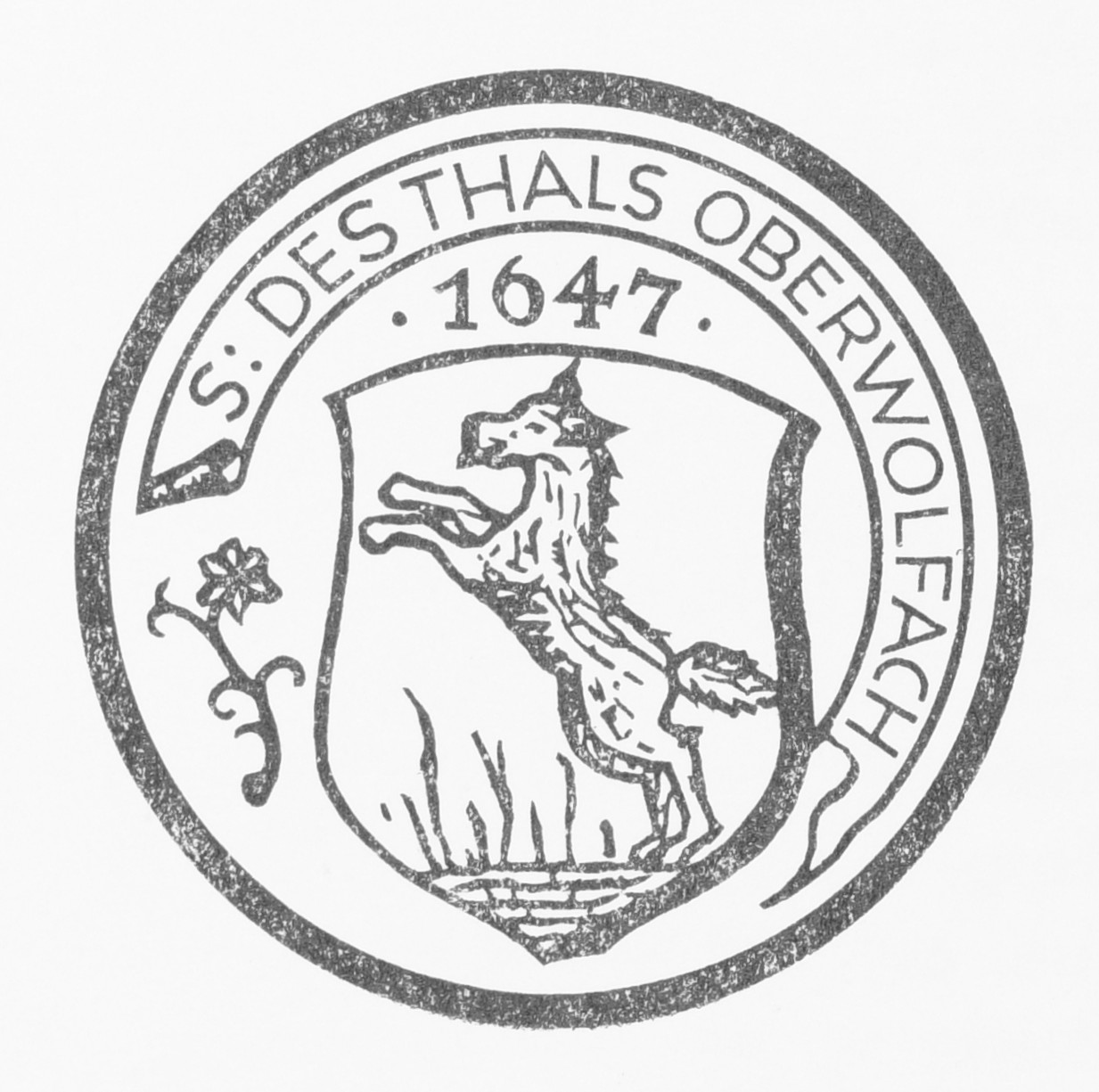
Siegel des Stabs von Oberwolfach 1647
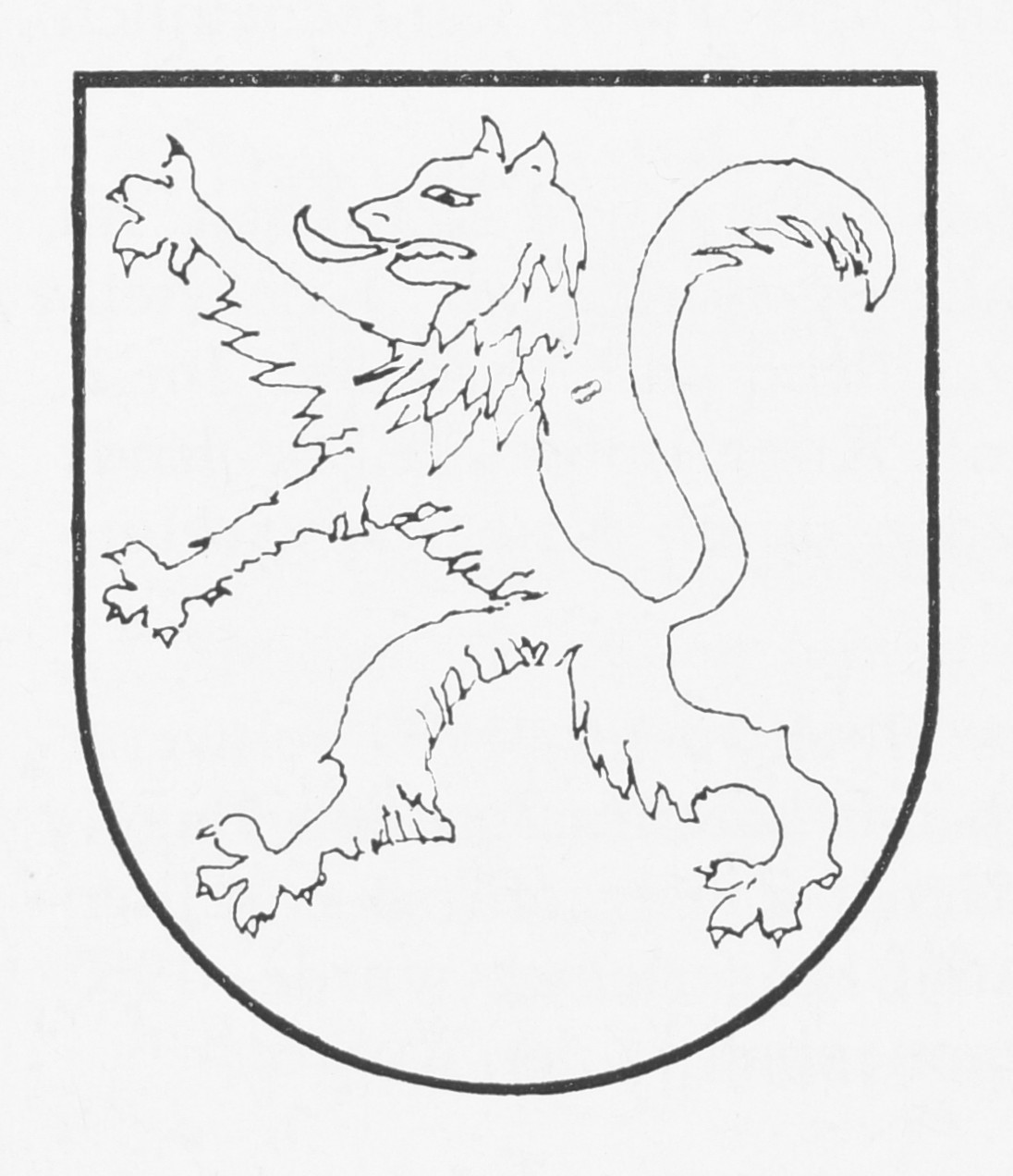
Wappen der Gemeinde Oberwolfach 1970 (Skizze)
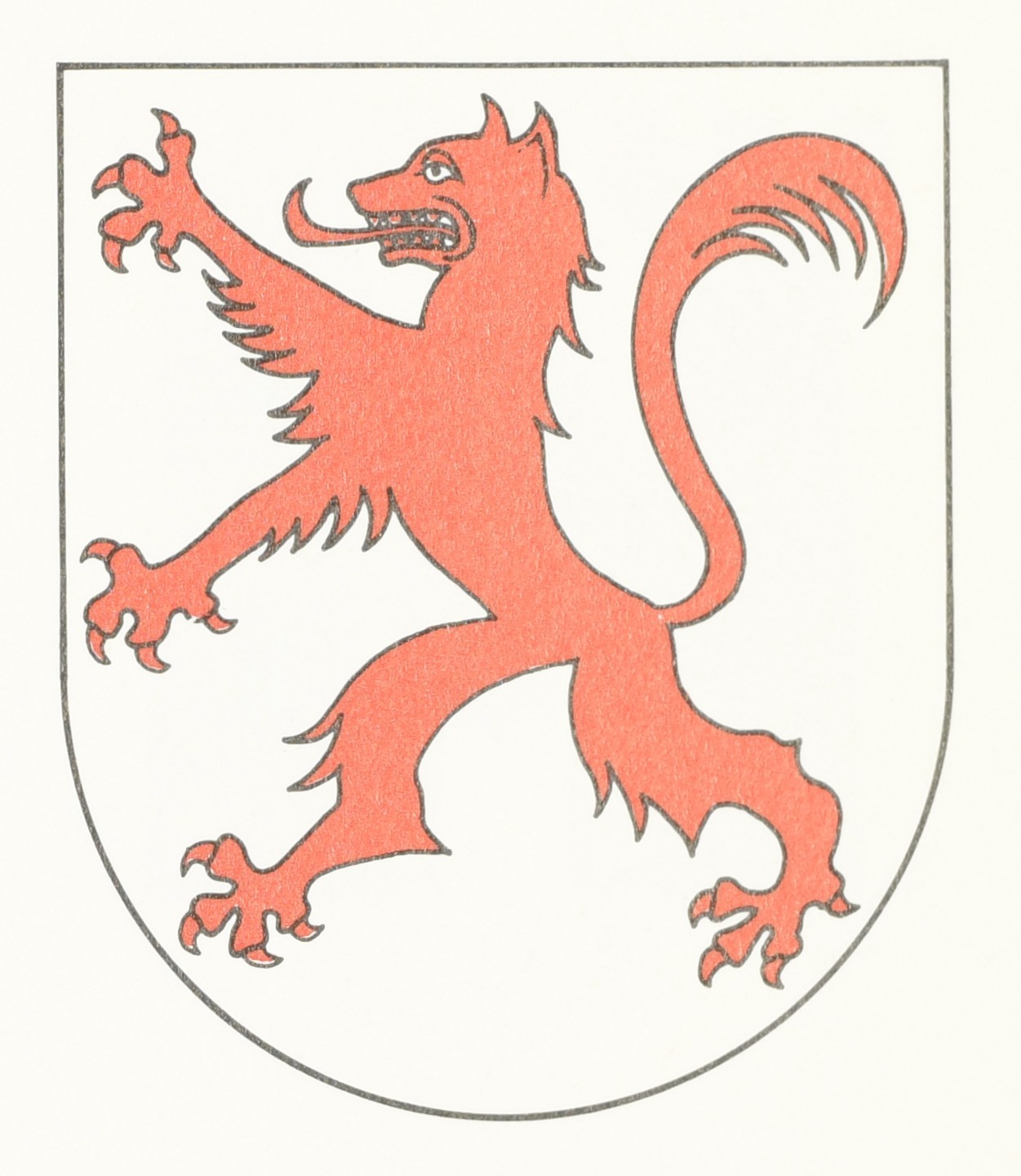
Wappen der Gemeinde Oberwolfach 1987
Wappen der Gemeinde Oberwolfach 1989
Wappen der Gemeinde Oberwolfach 2024

### Partnergemeinde
Oberwolfach unterhält mit folgender Gemeinde eine Gemeindepartnerschaft:
- Still (Bas-Rhin), Elsass, Frankreich, seit 1965

### Energiewende
Im Rahmen der strategischen Partnerschaft wurde vom Freiburger Energieversorger Badenova AG für die Gemeinde Oberwolfach eine Energiepotenzialstudie erstellt. Darauf aufbauend wurde vom Gemeinderat ein Klimaschutzkonzept verabschiedet und ein Klimaschutzbeirat aus engagierten Bürgern eingesetzt.

## Kultur und Sehenswürdigkeiten

### Museen

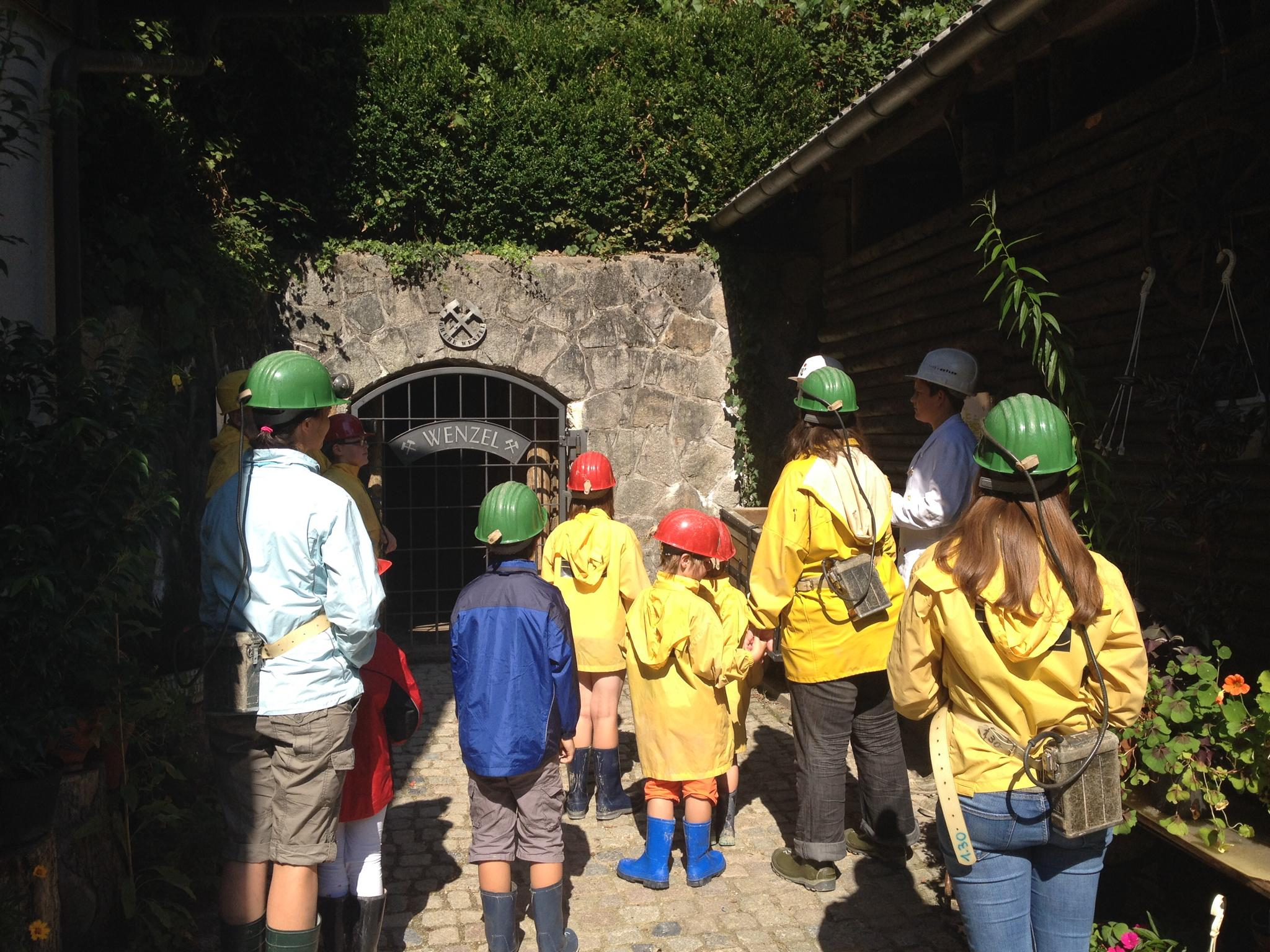
Grube Wenzel

- Das MiMa Mineralien- und Mathematikmuseum zeigt in einer Dauerausstellung Mineralien aus dem Schwarzwald und erklärt mathematische Phänomene.
- Das Besucherbergwerk Grube Wenzel ist eine begehbare Silbergrube aus dem 18. Jahrhundert. Dort wurde Flussspat, Schwerspat und Fluorit abgebaut.
- Zwischen 2011 und Ende Februar 2020 gab es das private Museum „Brunos Motorradbühne“. Dieses befand sich im Dachgeschoss der Tourist-Info in Oberwolfach-Kirche, Sportplatzstr. 9. In einer Dauerausstellung wurden restaurierte Stücke der Motorrad-Nostalgie gezeigt. Aus Altersgründen des Eigentümers wurde es geschlossen.[18]

### Bauwerke

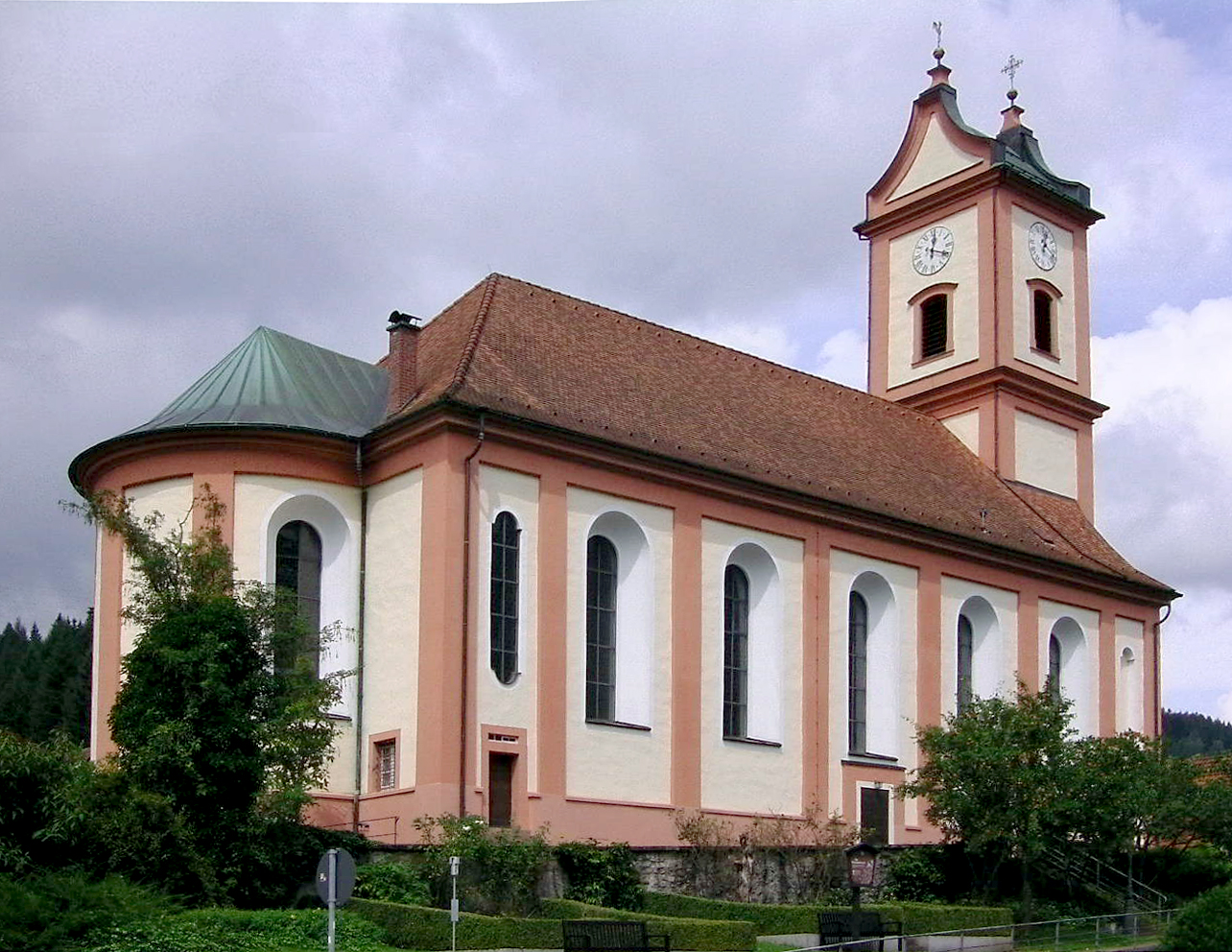
Katholische Pfarrkirche
St. Bartholomäus von 1762

- Die Pfarrkirche St. Bartholomäus befindet sich in der Mitte des Gemeindeteils Bei der Kirche und steht unter Denkmalschutz. Sie ist ein Werk des Fürstlich-Fürstenbergischen Baumeisters Franz Joseph Salzmann im Rokokostil mit reichhaltiger Stuckdecke. Der Grundstein wurde 1755 gelegt. Der Hauptaltar und die Seitenaltäre besitzen barocke Säulenaufbauten mit Rocailleverzierung.
- Das Rathaus Oberwolfach wurde zwischen 1922 und 1926 von Architekt Stolz aus Hausach im historistischen Stil erbaut. In den Jahren 2001 und 2002 wurde es generalsaniert. Es befindet sich im Gemeindeteil Walke.

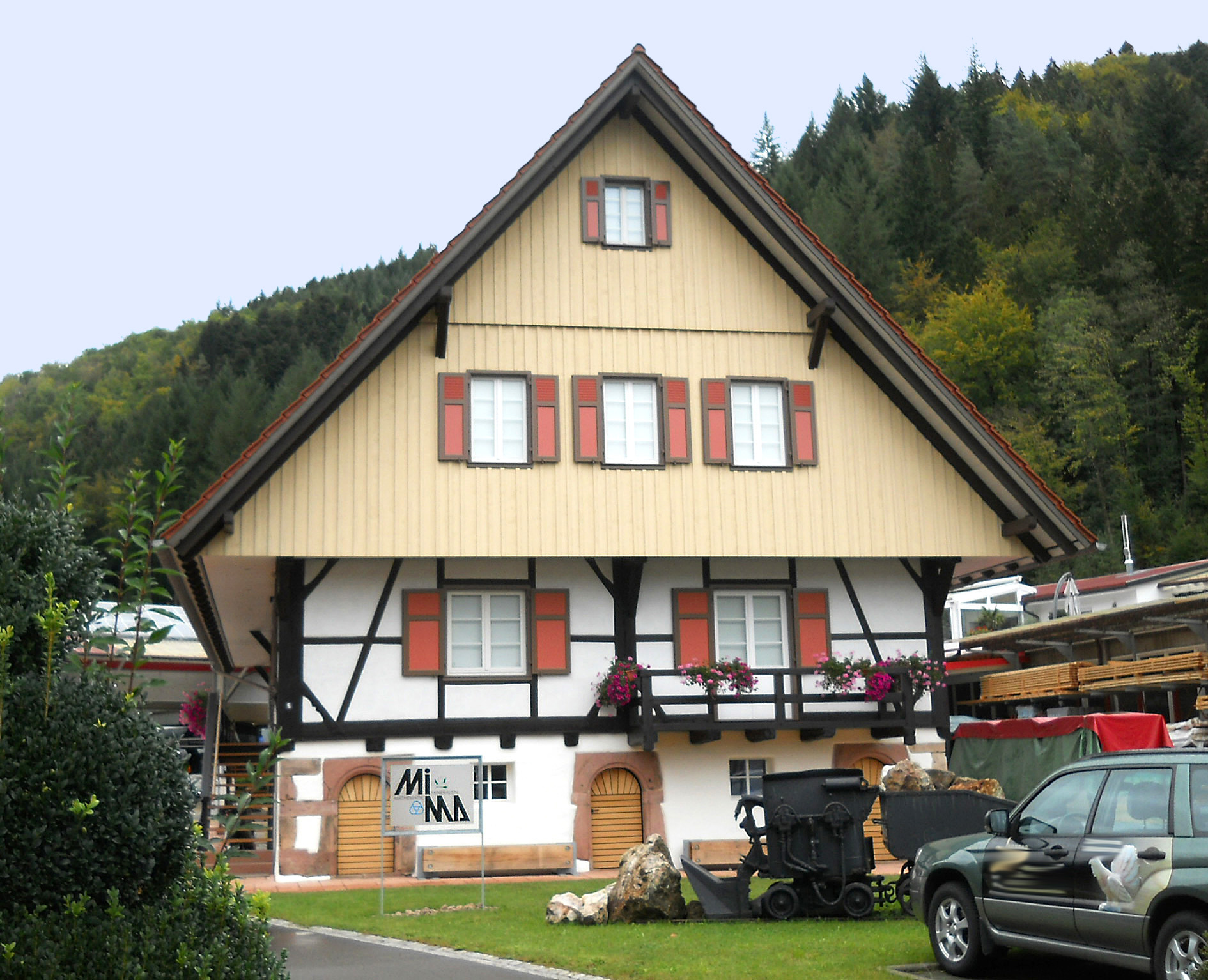
MiMa Oberwolfach

- Der Themenpark „Historischer Bergbau, Mineralien und Mathematik“ liegt direkt an der Oberwolfacher Kirche nahe der Hofbrücke, die zum MiMa – Mineralien- und Mathematikmuseum führt. Im Themenpark „Historischer Bergbau, Mineralien und Mathematik“ können sich Besucher seit dem 27. Oktober 2013 über das kulturelle Erbe der Bergbaugemeinde Oberwolfach und die Verbindung von Mineralien und Mathematik informieren. Von weitem ist der originale Mast aus dem Jahre 1906 der ehemaligen Schwarzenbruch-Schwer-Flussspat-Seilbahn zu sehen. Am Eingang zum Themenpark befinden sich eine Großstufe Baryt und eine Großstufe Fluorit. Verschiedene Bergbau-Werkzeug-Exponate und ein detailgetreu eingerichteter begehbarer Deutscher Türstock-Stollen mit historischem Grubenhunt ermöglichen einen Einblick in den historischen Bergbau. Außerdem ist eine Bergwerkslok samt Material- und Personenwagen ausgestellt. Der Zusammenhang zwischen Mineralien und Mathematik wird durch eine Cortenstahl-Skulptur, die fünf platonische Körper in sich birgt, verdeutlicht.
- Die Festhalle wurde am 20. Dezember 2014 nach einer längeren Umbau- und Sanierungsphase wieder eröffnet. Sie steht den örtlichen Vereinen für ihre Veranstaltungen und Proben zur Verfügung. Die Festhalle wird auch für Tagungen, Seminare und kulturelle Veranstaltungen anderer Gruppierungen und Unternehmen genutzt. Auch für private Feiern wie Hochzeiten und Geburtstage kann die Halle gebucht werden.
- Die Kreuzsattelhütte liegt im Verlaufe des Westweges auf dem Kreuzsattel.[19] In den Monatsblättern des Schwarzwaldvereins aus dem Jahre 1927 wird berichtet, dass die Ortsgruppe Wolfach des Schwarzwaldvereins die zweckmäßig eingerichtete Schutz- und Unterkunftshütte am Höhenweg I vom „großzügigen Gemeinderat“ zur Reinhaltung und der Schonung für die „Wanderwelt“ zur Verfügung gestellt bekam. Dabei handelte es sich jedoch nur um einen Teil der Hütte; der größere Teil wurde weiterhin als Stallung für die bei der Waldarbeit eingesetzten Pferde benutzt. Die Hütte war 1926 auf den Trümmern einer abgebrannten Gebäulichkeit errichtet worden. Zwei Jahre nach ihrer Gründung bemühte sich die Ortsgruppe Oberwolfach des Schwarzwaldvereins 1963 um die Überlassung der in Gemeindebesitz befindlichen Hütte. Die Gemeinde sagte zu. Als man sah, wie sehr sich die Wanderfreunde um die Instandhaltung der Kreuzsattelhütte kümmerten, wurde sie der Ortsgruppe Oberwolfach des Schwarzwaldvereins 1985 als 99-jähriges Erbbaurecht überlassen. Seither wurde die Hütte ständig erneuert und ausgebaut. Vom 1. Mai bis Ende Oktober ist sie an allen Sonn- und Feiertagen bewirtschaftet. Nicht nur die Wanderer des Westweges, sondern auch viele Sonntagsausflügler genießen das erholsame Rasten und die vorzügliche Bewirtung in der gemütlichen Kreuzsattelhütte. Zwischendurch ist die Hütte behagliche Heimstätte der Oberwolfacher Wanderfreunde, sei es beim vereinsinternen Preiscegospiel oder bei frohem Feiern und Singen in geselliger Runde.
- Neben der Kreuzsattelhütte befindet sich ein großer Kinderspielplatz.
- Burgruine Wolfach
- Ruine Walkenstein

### Sport
- Der Sportverein Oberwolfach ist der größte Verein in der Gemeinde und hat fast 1350 Mitglieder. Hauptsportart ist Fußball. Derzeit spielt der Verein in der Landesliga.
- Der Tennis-Club Oberwolfach unterhält mehrere Tennisplätze.
- Der Ortsverband Oberwolfach des Schwarzwaldvereins bietet neben Wandergruppen auch Biker-Treffen für Männer und Frauen an.

### Fasnacht
In Oberwolfach wird das Brauchtum der Fasnet von mehreren Häsgruppen gepflegt. Am Fasnetssonntag findet jährlich ein Umzug in Oberwolfach statt.

### Peterlestag
Die katholische Kirche feiert am 22. Februar jedes Jahres das Fest Petri Stuhlfeier. Dieses kirchliches Fest ist in heutiger Zeit weniger bekannt. Der rein kirchliche Charakter des Tages verschwindet sehr bald, wenn man auf das damit verbundene Brauchtum zu sprechen kommt. Kinder ziehen dabei von Haus zu Haus und rufen lauthals Heischsprüche. Zur Belohnung bekommen sie Dörrobst, Süßigkeiten, Speck oder Geld.

### Tracht
Früher wurde in Oberwolfach die Fürstenberger Tracht getragen. Sie ist eine katholische Tracht und hat ihre Heimat im ehemaligen Kinzigtäler Herrschaftsgebiet der Herren von Fürstenberg.
Die Frauen tragen einen Tschobe, eine schwarze, kurze Jacke, die an den Ärmeln mit Elfenbeinknöpfen verziert ist und durch Haften zusammengehalten wird. Darunter gehört die Brust, eine ärmellose Weste, die mit einem Wulst in der Taille endet. Durch diesen Wulst werden der in den Hüften gefältelte Seidenrock und der weiße Unterrock gehalten. Darüber wird eine schwarze, mit Blumenmotiv bestickte Seidenschürze getragen, welche hinten durch den Schurzmaschen zusammengehalten wird. An hohen kirchlichen Feiertagen und zu persönlichen Festen trägt die Frau über den Schultern das Fransentuch, ein mit Blumenmotiven reich besticktes Seidentuch, an das weiße Fransen geknüpft sind. Über der Brust ist der Tschobebändel befestigt, ein zu einer Schleife zusammengenähtes und mit Silberfäden besticktes Samtband. Die verheiratete Frau trägt schwarze Seidenstrümpfe und als Kopfbedeckung die Spitzenkappe, eine ebenfalls mit Silberfäden bestickte Kappe, die vorne mit einer schönen Spitze umrandet ist. Die ledige Frau trägt zu festlichen Anlässen den Schäppel. Dieser schwere, kronenartige Kopfschmuck besteht aus Tüll und Draht, verziert mit vielen kleinen Spiegelchen und Glasperlen. Am gewöhnlichen Sonntag ist die Frauentracht etwas einfacher. Man verzichtet auf den Tschoben und den Tschobenbändel, das Fransentuch und den Schurzmaschen. Stattdessen wird unter der Brust eine weiße Baumwollbluse mit Puffärmeln und darüber das sogenannte Fula, ein seidenes, mit Blumenmotiven besticktes Dreiecktuch, getragen.
Die jungen Männer tragen ein weißes Hemd und um den Hals das aus bunter Seide bestehende Knüpferle, eine schwarzseidene Kniebundhose und handgestrickte, blaue Wollstrümpfe. Das sogenannte Brusttuch, eine mit bunten Blümchen bestickte Samtweste, ist zweireihig geknöpft. Darüber wird der Kittel getragen, eine bis zur Hüfte reichende Jacke aus schwerem, schwarzem Wollstoff, mit rotem Tuch gefüttert. Ein breitrandiger Hut und schwarze Halbschuhe runden das Ganze ab. Die verheirateten Männer tragen statt des kurzen Kittels einen langen Mantel, der ebenfalls aus schwarzem Wollstoff besteht und mit rotem Tuch gefüttert ist. Statt der Halbschuhe tragen sie die hohen Schaftstiefel und dazu weiße, handgestrickte Baumwollstrümpfe.
Heute wird die Tracht und das Brauchtum durch die Trachtengruppe und die Trachtenkapelle Oberwolfach gepflegt.

### Religionen
Oberwolfach ist aufgrund der langen Zugehörigkeit zum Fürstentum Fürstenberg katholisch geprägt. Pfarrkirche ist die St. Bartholomäus-Kirche. Oberwolfach gehört zu zur Seelsorgeeinheit „An Wolf und Kinzig“. Seit der Dekanatsreform am 1. Januar 2008 gehört diese zum Dekanat Offenburg-Kinzigtal.
Die evangelischen Einwohner gehören zur evangelischen Kirche in Wolfach.

#### Pfarrer
- um 1291: Leutpriester Jacobus
- 1380: N.N. Hilwer
- 1553: Matthäus Kratt, versieht 48 Wochen lang auch die Pfarrei Wolfach.
- 1563: N.N. Ulbart
- 1576–1602: Balthasar Bychelin, versieht zeitweise auch die Pfarreien Wolfach und St. Roman
- 1610: Peter Hess
- 1610–1616: Christian Wißer († 1616)
- 1616: Johann Knopf
- 1657–1660: Philipp Jacob Mayer
- 1660–1661: Wilhelm Pape, Johannes Ruof und Veit Bauer aus Donaueschingen
- 1662–1678: Johann Michael Rieber aus Stühlingen
- 1678–1705: Franz Balthasar Andermeyer († 12. Juli 1705)
- 1705–1735: Johann Caspar Gutgsell (Gukgysel) aus Villingen († 25. April 1735)
- 1735–1746: Johann Baptist Oberle aus Wolterdingen
- 1746–1753: Johann Antony Baur aus Donaueschingen
- 1753–1771: Georg Wilhelm Ackermann aus Villingen
- 1771–1790: Michael Baumann aus Unadingen
- 1790–1810: Johann Martinus Wenzinger aus Unadingen († 8. März 1810)
- 1810–1836: Pius Grambühler (Grambihler) (* 3. April 1779 in Ottobeuren; † 10. Oktober 1836 in Wolfach)
- 1837–1879: Anton Wahnsiedel (* 7. August 1798 in Hub; † 24. März 1879 in Oberwolfach)
- 1879: Johann Bertsche
- 1879–1881: Adolf Albicker
- 1881–1884: Max Joseph Hochweber (* 20. August 1843 in Donaueschingen; † 31. August 1893 in Engen); er versah die Pfarrstelle bis 1884, erhielt dann die Zustimmung zu Absenz, war aber bis 1890 noch Inhaber der Pfarrpfründe.
- 1884–1887: Johann Martin Kaiser, Pfarrverweser
- 1887–1888: Wilhelm Konstanzer († 29. Januar 1888 in Oberwolfach), Pfarrverweser
- 1888: Gustav Rieder, Pfarrer von Wolfach
- 1888–1890: Wilhelm Bosch, Pfarrverweser
- 1890–1892: Theodor Katzenmaier
- 1892–1907: Karl Knöbel (* 30. Oktober 1842 in Freiburg im Breisgau; † 14. Februar 1909 in Herten), Pfarrverweser, ab 1897 Pfarrer
- 1907: Felix Sälzler, Pfarrverweser
- 1809–1909: Franz Fröhlich, Pfarrverweser
- 1909–1940: Joseph Lang (* 9. September 1869 in Wieladingen; † 2. Oktober 1949 in Oberwolfach)
- 1941–1948: Joseph Kuner (* 18. März 1904 in Furtwangen; † 13. August 1954 Heiligenbronn), Pfarrverweser, ab 1943 Pfarrer
- 1948–1973: Anton Rapp (* 10. Februar 1907 in Hamberg; † 23. Januar 1973 in Freiburg im Breisgau), Pfarrverweser, ab 1950 Pfarrer[23]
- 1974–2004: Franz Rees (* 14. September 1928 in Herbolzheim; † 22. Dezember 2014 ebenda); nach seinem Eintritt in den Ruhestand wurde die Pfarrei Oberwolfach nicht wiederbesetzt, sondern verlor ihre Selbständigkeit.[24]

## Wirtschaft und Infrastruktur
Im Jahr 2022 erzielte Oberwolfach Einnahmen aus der Gewerbesteuer in Höhe von 1,2 Millionen Euro. Mit einem Gewerbesteuerhebesatz von 340 % ist Oberwolfach eine der steuerlich attraktiveren Gemeinden Deutschlands. Haupterwerbszweige sind die Land- und Forstwirtschaft, der Fremdenverkehr sowie ferner der Bergbau (in der Oberwolfacher Grube Clara wird Baryt abgebaut). Weiterhin ist Oberwolfach unter Mineralogen bekannt als Fundstätte seltener Mineralien.

### Lachszucht
Der Landesfischereiverband Baden-Württemberg e. V. ist der Träger des koordinierten Programms zur Wiederansiedlung des Lachses, kurz Lachsprogramm. Dabei wird er seit 2008 von der gemeinnützigen GmbH Wanderfische Baden-Württemberg (WFBW) unterstützt. Die sieben baden-württembergischen Gewässer des Lachsprogramms sind die Alb, Murg, Rench, Kinzig, Elz-Dreisam, der Restrhein und die Wiese.
Im Juni 2010 hat der Landesfischereiverband Baden-Württemberg eine eigene Lachszucht in Oberwolfach in Betrieb genommen. Die wiederhergestellte ehemalige Teichanlage wird von Stephan Stäbler geleitet. Die jungen Lachse, die in der Lachszucht aufgezogen werden, werden schließlich in den Programmgewässern am Rhein zur Unterstützung des neuen Bestandsaufbaus besetzt.
An die Lachszucht ist ein Wohnhaus angebunden, das als Besucherzentrum umgebaut werden soll. Mit zahlreichen Informationstafeln und Führung können sich dann interessierte Besucher über den Lachs und das Lachsprogramm informieren.

### Verkehr
Durch Oberwolfach führt die L 96, die im Süden von der B 294 bei Wolfach abzweigt und im Norden beim Kniebis in die B 28 mündet.

### Tourismus
Durch Oberwolfach führen der Kleine Hansjakobweg und der Westweg.
Einer der zahlreichen Wanderwege in Oberwolfach ist der Vogellehrpfad. Auf 43 Lehrtafeln werden einheimische Vogelarten vorgestellt und in ihrer Lebensweise beschrieben. Auch sind an geeigneten Stellen entlang des Weges für die höhlenbrütenden Vögel artgerechte Nistkästen angebracht, so dass der Weg besonders während der Brutzeit einlädt, Vögel zu beobachten. Der bequeme Wanderweg – ohne nennenswerte Steigungen – verbindet die beiden Ortsteile Kirche und Walke. Er führt immer abseits der Straße und zumeist entlang des Baches durch ein reizvolles Stück Landschaft des Wolftales. An mehreren Stellen laden Sitzbänke zum Verweilen ein. Länge ca. 3 km. Einkehrmöglichkeiten im Ortsteil Walke und Ortsteil Kirche.

### Bergbau
Die Grube Clara ist ein Bergwerk in Oberwolfach, in dem die Industrieminerale Schwerspat und Flussspat abgebaut werden und Roherze für Strahler, Touristen und Kinder kostenpflichtig bereitgestellt werden.

### Medien
Die Tageszeitungen Offenburger Tageblatt und Schwarzwälder Bote enthalten einen Oberwolfacher Lokalteil. Die Gemeinde veröffentlicht jeden Donnerstag gemeinsam mit der Stadt Wolfach und der Gemeinde Bad Rippoldsau-Schapbach das Bürgerinfo mit amtlichen Bekanntmachungen sowie Ankündigungen lokaler Organisationen.

### Bildung
In Oberwolfach gibt es eine Grundschule. Dazu gibt es einen römisch-katholischen Kindergarten im Ort. Weiter gibt es noch eine Bücherei in den Räumen der Kath. Kirchengemeinde.

### Forschung
Eine Besonderheit ist das Mathematische Forschungsinstitut Oberwolfach, das als eine der „bedeutendsten Einrichtungen mathematischer Forschungen weltweit“ gilt. Das Institut vergibt den Oberwolfach-Preis.

## Persönlichkeiten

### Söhne und Töchter der Gemeinde
- Johannes Groß (1879–1954), Politiker, Reichstagsabgeordneter

### Ehrenbürger
- Jürgen Nowak, Bürgermeister von Oberwolfach 1983–2015

### Mit Oberwolfach verbundene Persönlichkeiten
- Luitgard von Wittichen (1291–1348), Gründerin des Klosters Wittichen, lebte in Oberwolfach von 1303 bis 1323
- William Threlfall (1888–1949), Mathematiker; starb in Oberwolfach
- Wilhelm Süss (1895–1958), 1944 Gründer des Mathematischen Forschungsinstituts
- John Todd (1911–2007), nordirischer Mathematiker; schützte das MFO vor Plünderung und Besetzung, „Retter von Oberwolfach“
- Hans-Heinrich Ostmann (1913–1959), Mathematiker; lebte 1945–50 als Milchprüfer und privater Gutachter für Laienmathematiker in Oberwolfach
- Martin Barner (1921–2020), von 1963 bis 1994 Direktor des Mathematischen Forschungsinstituts
- Matthias Bauernfeind (* 1984), von 2015 bis 2025 Bürgermeister von Oberwolfach